# UFC 280
UFC 280: Oliveira vs. Makhachev fue un evento de artes marciales mixtas producido por Ultimate Fighting Championship que tuvo lugar el 22 de octubre de 2022 en el Etihad Arena en Abu Dhabi, Emiratos Árabes Unidos.

## Antecedentes
Se espera que el combate por el vacante Campeonato de Peso Ligero de la UFC entre Charles Oliveira y Islam Makhachev encabece el evento. Oliveira fue despojado del título en UFC 274 cuando no llegó al peso para su defensa del título contra Justin Gaethje. Beneil Dariush, que está programado para enfrentarse a Mateusz Gamrot, reveló a mediados de septiembre que se esperaba que sirviera de refuerzo para este combate. A su vez, el actual Campeón de Peso Pluma de la UFC Alexander Volkanovski anunció a mediados de octubre que es el sustituto oficial en caso de que alguno de los titulares se retire. Dariush sigue afirmando que tiene el puesto de reserva, pero la promoción no ha hecho ningún anuncio oficial.
Un combate por el Campeonato de Peso Gallo de la UFC entre el actual campeón Aljamain Sterling y T.J. Dillashaw estaba originalmente previsto como evento principal de UFC 279, pero la promoción optó por cambiar los planes y trasladarlo a este evento.
Se espera que Katlyn Chookagian y Manon Fiorot se enfrenten en un combate de peso mosca femenino en este evento. Originalmente estaban programadas para enfrentarse en UFC Fight Night: Gane vs. Tuivasa un mes antes, con Chookagian retirándose una vez debido a razones no reveladas, sólo para regresar como reemplazo de su propia suplente. En el pesaje, Chookagian pesó 127.5 libras, una libra y media por encima del límite de peso mosca del combate sin título. El combate se celebró en el peso acordado y se le impuso una multa del 20% de su bolsa, que fue a parar a Fiorot.
Se esperaba un combate de peso paja femenino entre Marina Rodriguez y Amanda Lemos en el evento. Sin embargo, el combate fue pospuesto a UFC Fight Night: Rodriguez vs. Lemos por razones desconocidas.
Se programó un combate de peso pesado entre Parker Porter y Hamdy Abdelwahab para el evento. Sin embargo, Abdelwahab fue retirado por razones desconocidas y sustituido por Slim Trabelsi. A su vez, el emparejamiento se canceló por completo, ya que Trabelsi se retiró debido a problemas contractuales con ARES FC y Porter optó por buscar una pelea posterior, en lugar de un reemplazo, salvo circunstancias imprevistas.
Se esperaba que Jamie Mullarkey se enfrentara a Magomed Mustafaev en un combate de peso ligero. Sin embargo, Mullarkey se retiró a mediados de septiembre por una lesión. Fue sustituido por Yamato Nishikawa. A su vez, Nishikawa se vio obligada a retirarse por problemas contractuales y el combate fue desechado.
En este evento se esperaba un combate de peso pesado entre Shamil Abdurakhimov y Jailton Almeida. Originalmente estaban programados para enfrentarse en UFC 279, pero Abdurakhimov se retiró por problemas de visa. A su vez, Almeida fue reservado contra Maxim Grishin en UFC Fight Night: Mitchell vs. Evloev en un peso acordado de 220 libras, después de que Abdurakhimov se retirara de nuevo por razones desconocidas.
Se esperaba un combate de peso pluma entre Zubaira Tukhugov y Lucas Almeida en este evento. Sin embargo, el combate se canceló el día antes del evento debido a problemas de gestión de peso relacionados con Tukhugov.

## Resultados
1. ↑  Por el vacante Campeonato de Peso Ligero de la UFC.
2. ↑  Por el Campeonato de Peso Gallo de la UFC.
3. ↑  A Rosa se le descontó 1 punto en el segundo asalto por un rodillazo ilegal.

## Premios de bonificación
Los siguientes luchadores recibieron bonificaciones de $50000 dólares.
- Pelea de la Noche: Sean O'Malley vs. Petr Yan
- Actuación de la Noche: Islam Makhachev y Belal Muhammad